# Олесь Ульяненко
Оле́сь Улья́ненко  (справжнє ім'я Олександр Станіславович Ульянов; 8 травня 1962, Хорол, Полтавська область, Українська РСР, СРСР — 17 серпня 2010, Київ, Україна) — український письменник, наймолодший лауреат Малої Шевченківської премії. Останні роки життя мешкав у Києві.

## Життя і творчість
Закінчив школу № 2 міста Хорола (нині гімназія), навчався в Лубенському медичному училищі, у 1980 закінчив Миколаївське медичне училище. В молодості працював у Якутії, служив десантником у Радянській армії в Східній Німеччині та Афганістані. Вів напівволоцюжний спосіб життя у Центральній Росії, жив у панківському середовищі в Ленінграді.

Могила Олеся Ульяненка, Байкове кладовище

У 1997 за роман «Сталінка» отримав малу Шевченківську премію. За твердженням самого Ульяненка, написаний ним спільно з Володимиром Тихим на основі «Сталінки» сценарій було пізніше несанкціоновано використано московським режисером Сельяновим як основу для фільму «Жмурки».
У 2006 році вийшов роман «Знак Саваофа». У романі описувалися кримінальні схильності та збочення служителів Московського патріархату, а сам патріархат називався п'ятою колоною в Україні, яка ніколи не підтримувала української незалежності. За цей роман Московський патріархат оголосив письменнику анафему.
У грудні 2009 у видавництві «Треант» вийшла кримінальна мелодрама «Там, де Південь», а навесні 2010, там само — друге видання книги «Жінка його мрії», презентація якого відбулася у вигляді провокаційного літературно-художнього перформансу в київській галереї «Карась».
За життя був нагороджений преміями журналів «Сучасність», «Благовіст» та «Кур'єр Кривбасу».
В останній рік життя переніс декілька інсультів. Помер 17 серпня 2010 у власній квартирі на 49-му році життя. Офіційна причина смерті — хронічна серцева недостатність. Похований на Байковому кладовищі, ділянка № 33.

## Критика
Про творчість Олеся Ульяненка письменниця Яна Дубинянська сказала так: «Читати прозу Олеся Ульяненка здатен не кожен. Принаймні, людям з вразливою психікою, неповнолітнім та вагітним жінкам я б категорично не радила».
На думку критика Костянтина Родика, «наскрізною темою усієї творчості Олеся Ульяненка є вивчення людських ілюзій: зародження, способи реалізації і наслідки здійснення бажань; роль підсвідомості в цьому і конфліктологія ілюзій-бажань … Незважаючи на похмурість своїх текстів, Олесь Ульяненко — письменник-мораліст, в чиїх творах зло завжди самознищується».

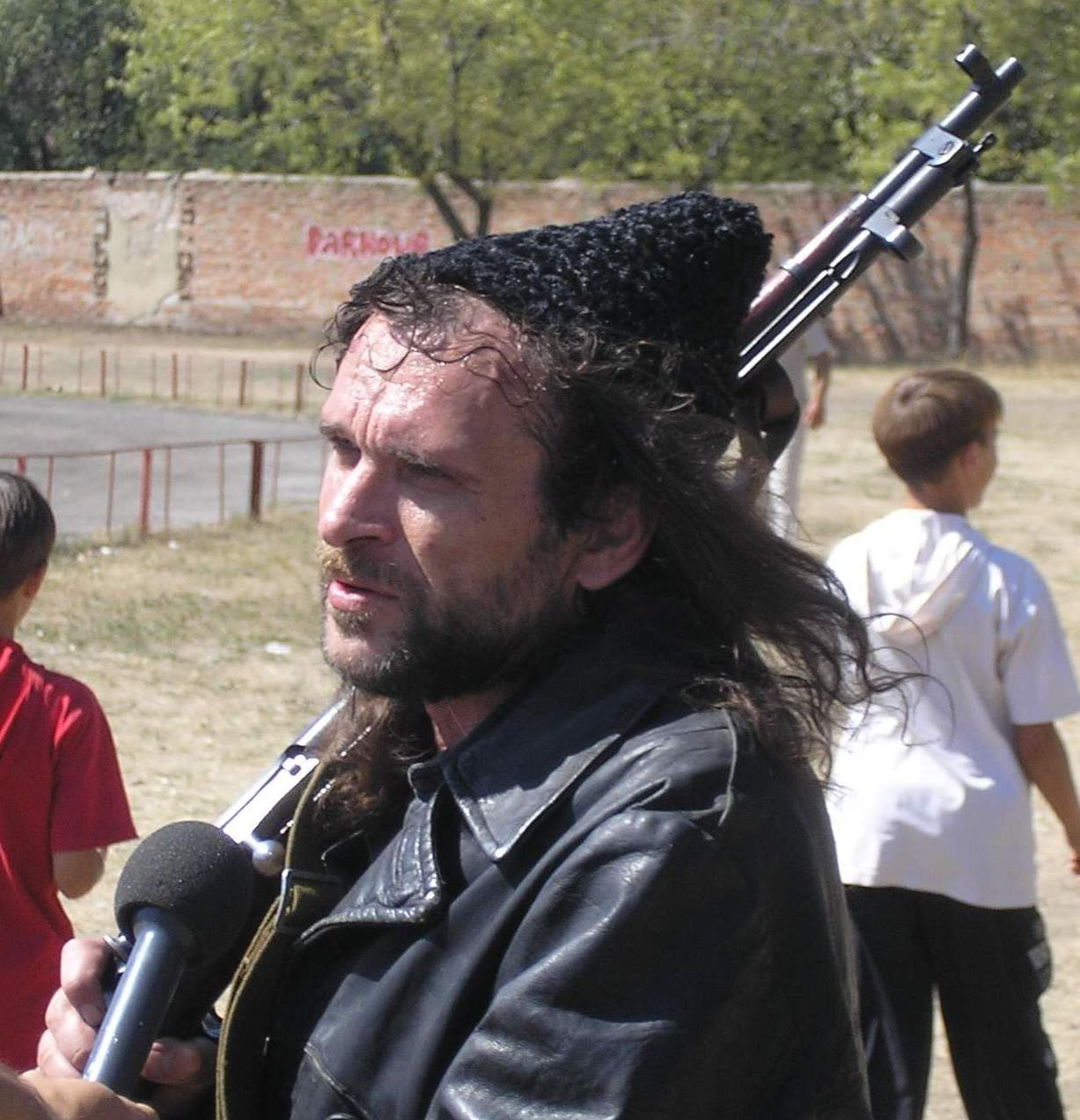
Олесь Ульяненко на Махнофесті, 2007

Доктор Марк Роберт Стех: «Для мене вже перша зустріч з письмом Олеся Ульяненка, а це було читання „Сталінки“, яку вважаю одним з найкращих його творів, — викликала почуття контакту з автентичним і неповторним літературним талантом. Правда, талантом, чиє призначення бентежити й непокоїти, викликати неспокій і біль, радше ніж приносити насолоду. В його письмі дуже багато жорстокості, але це не брутальність заради брутальності, та й не спроба епатувати невимогливого читача. Радше навпаки. Як на мене, у своїй суті, Ульяненко — письменник-мораліст мало не середньовічного, точніше барокового складу душі. У цьому контексті завжди влучним мені здавався вибір видавництва „Кальварія“ — доповнити текст „Сталінки“ фрагментами картин Ієроніма Босха, Петера Бройгеля Старшого. Адже в прозі Ульяненка знайдемо аналогічне, нібито гротескно викривлене зображення людини й суспільства. Як обридливі лиця людей на картинах фламандських майстрів, які замість того, щоб „реалістично“ відображати зовнішній вигляд, заглядають у глибину грішних душ, так і ніби перебільшено жорстокі, дегенеровані персонажі Ульяненкових творів мають служити для читача пересторогою перед наслідками душевного звиродніння. Автор бачить і описує людину й суспільство України із метафізичної, апокаліптичної перспективи, виявляючи те рідко видиме, що ховається за фасадом доброзвичайності. Як Босх і Бройгель, Ульяненко бачить і описує своїх персонажів не лише немічними в реальному житті, а й проклятими у вічності. В цьому сенсі ще влучніше, на мою думку, аніж картини фламандців, „Сталінку“ доповнили б сцени Страшного Суду із українських барокових ікон. Адже, окрім іншого, Ульяненко органічно український прозаїк» («Голос України», 4 листопада 2010).
Творчість О. Ульяненка дослідила у своїй дисертації «Естетика смерті у прозі Є. Пашковського та О. Ульяненка» Надія Тендітна.

## До питання про моральність «Жінки його мрії»

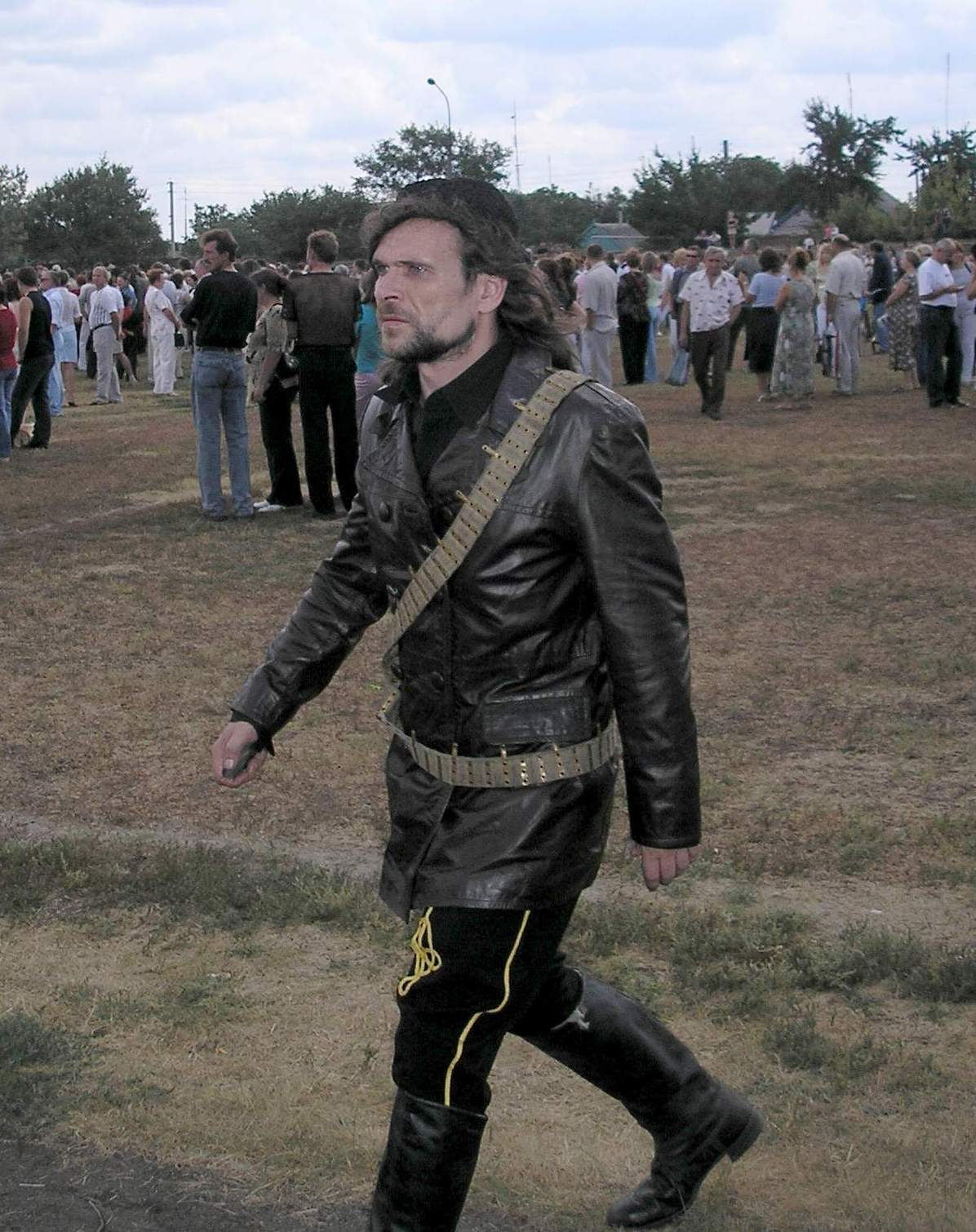
Олесь Ульяненко на Махно-фесті, 2006

У 2009 році експерт Національної експертної комісії України з питань захисту суспільної моралі Варвара Опанасівна Ковальська, яка не є філологом за освітою, визнала роман «Жінка його мрії» порнографічним: книгу вилучили з обігу. Рішення викликало незадоволення громадськості і, насамперед, наявні граматичні помилки у тексті висновку та абсурдні звинувачення у надмірній майстерності зображення еротичних сцен. Покликана комісія з відомих літературознавців не знайшла в романі ознак порнографії. Голова НСПУ і Комітету з питань культури і духовності Верховної Ради України Володимир Яворівський закликав Нацкоммораль «не виставляти [себе] на посміховисько, а знайти цивілізований вихід із ситуації, що склалася», бо таке рішення «завдає шкоди свободі творчості в Україні, яке вимагає хуторянського „пуританства“ „совдепівських“ часів». У самій Нацкомморалі не всі поділяли висновок В. Ковальської, зокрема Андрій Курков і Павло Мовчан. Керівництво ж Нацкомморалі стало вважати її висновок не рішенням комісії, бо заявило про свою непричетність. Тим не менше, щоб повернути книгу на полиці, письменник оскаржував у суді висновок.
Щоправда пізніше з'ясувалося, що у процесі судового розгляду на руках представників НЕКу опинився негативний експертний висновок Інституту літератури за підписом заступника голови інституту, д.філолог.н., члена-кореспондента НАН України, завідувача відділу давньої української літератури Миколи Сулими: "…Коли б редактори «Клубу сімейного дозвілля» мали добрий смак, коли б володіли високою культурою, коли б добре знали історію світової літератури, вони б не допустили тиражування низькопробного бульварного чтива, яким є «Жінка його мрії». Микола Сулима у висновку вказує винних у порушенні закону про суспільну мораль, це, по-перше, автор передмови Євгенія Чуприна, зі звинувачення якої починається висновок, по-друге це головний редактор видавництва С. С. Скляр, відповідальна за випуск К. В. Шаповалова, редактор О. І. Красюк. У тексті експертного висновку доктора філологічних наук, члена-кореспондента НАН України вживається слово «лезбіянство» (через «з»), а також порушуються закони синтаксису. Вважають, що заборона книжки має політичне підґрунтя.
Випадок з цькуванням Олеся Ульяненка Національною експертною комісією з питань суспільної моралі призвів до розголосу навколо її діяльності, і в подальшому до її ліквідації.

## Твори
Був доволі плідним автором і за роки творчості написав понад 20 романів та безліч повістей. Його твори перекладалися німецькою, вірменською, угорською, англійською та іншими мовами.

### Романи
- Сталінка (1994)
- Зимова повість (1995)
- Вогненне око (1997)
  - (німецькою) Oles Uljanenko — Ruhelosigkeit. Уривки з роману «Вогненне око» вміщені в антології «Ein Rosenbrunnen: junge Erzähler aus der Ukraine. eine Anthologie» 1998[12]
- Богемна рапсодія (1999)
- Син тіні (2001)
- Дофін сатани (2003)
- Квіти Содому (2005), посмертна публікація у видавництві «Фоліо», 2012 рік
- Знак Саваофа (2006)
- Жінка його мрії (2006)
- Серафима (2007)
- Софія (2008)[13], посмертна публікація у видавництві «Фоліо», 2015 рік
- Перли і свині (2009), посмертна публікація у видавництві «Фоліо», 2015 рік
- Ангели помсти: трилогія («Марго», «Альма» та «Танька») (2012), посмертна публікація у видавництві «Фоліо», 2012 рік
- Пророк (незакінчений роман, 2009)[14], посмертна публікація у видавництві «Український пріоритет», 2013 рік

### Повісті
- Там, де Південь (2007)
  - (чеською) Oles Uljanenko. Tady na Jihu. Z ukrajinštiny přeložila: Jiřina Dvořáková, Grafická úprava: Kateřina Wewiorová, Fotografie na obálce: David Konečný. 2015. 140 st. ISBN 978-807-443-171-5[15][16][17]
- Сєдой (2003)[18]

### Оповідання
- Яйця динозавра (Київ: Люта справа, (2016)) — до збірки увійшли 20 оповідань, написаних Олесем Ульяненком протягом останніх тридцяти років життя
  - (англійською) Oles Ulianenko. «Dinosaur Eggs». Translated from Ukrainianian by Luba Gawur. Ukrainian Literature Vol 4 (2014)) 147—155 pp[19]
- Наказ (1990)
  - (англійською) Oles Ulianenko — Orders. Надруковано в альманасі Two Lands New Visions. Stories from Canada and Ukraine. Translated from Ukrainian by Marco Carynnyk and Marta Horban. Edited by Janice Kulyk Keefer & Solomea Pavlychko. 1998. ISBN 1-55050-134-8. pp 9-20[20]
- Антисеміт (1998)[21]
  - (вірменською) Օլես Ուլյանենկո. Անտիսեմիտը. Надруковано в вірменському журналі Ґерун[hy] («Գարուն», «Весна») (1999. — nr.4, 90-92)
- Угода (1997)
  - (чеською) Oles Uljanenko — Dohoda. Надруковано в чеській антології «Ukrajina, davaj, Ukrajina! Antologie současných ukrajinských povídek» («Україно, давай, Україно!» Антологія сучасних українських оповідань). 2012
- Ім'я любові (2007)[22]

## Пам'ять
15 серпня 2010 року до роковин письменника презентували книгу «Олесь Ульяненко. Без цензури». До книжки увійшло близько 40 інтерв'ю, які автор дав різним виданням та телеканалам протягом 1994—2010 років. Також у книзі є детальний виклад перебігу і документи судової справи Олеся Ульяненка проти Національної комісії з питань моралі. Їх підготував адвокат письменника Олег Веремієнко.
У 2012 році в Полтавському національному педагогічному університет імені В. Г. Короленка створили Меморіальну бібліотеку Олеся Ульяненка. Ініціатором її створення став друг письменника, відомий український режисер Мирослав Слабошпицький.
	У тому ж році президентом Спілки письменників міжнаціональної згоди ФРН Володимиром Сергієнком на честь Ульяненка засновано Міжнародну літературну премію.

## Цитати
- |  | Судячи з того, як усе в Україні складається, думаю, скоро звідси поїду |

- |  | Зняли б про козаків нормальний бойовик, це нормальний сюжет для бойовика, японці роблять на своїх самураях фільми-бойовики – це ж суперово, малеча преться з цього усього, зробіть з козаків, це ж були одірви-голови, йолки-палки, це ж була еліта нації |

- |  | Повертається цензура, ну, давай тоді Генрі Мілера заборонимо, Селіна знімемо, давайте всіх французьких письменників, які нині у нас виходять сотенними тиражами, давай все це познімаємо з поличок. Що в нас лишиться? Лишаться баби з вишиванками і прочая, і прочая» |

## Інтерв'ю
- Інтерв'ю газеті «День» (14 серпня 2003)
- Інтерв'ю газеті «Україна молода» (26.10.2006)
- Інтерв'ю газеті «Дзеркало тижня» (26.01.2007)
- Інтерв'ю газеті «Високий Замок» (3.11.2007)
- Інтерв'ю газеті «Обозреватель» (6.02.2007)